# 稲葉寿美
稲葉 寿美（いなば ひさみ、1966年5月10日 - ）は、日本のフリーアナウンサー。元東海テレビ放送アナウンサー。

## 人物・経歴
宮城県仙台市出身。仙台白百合学園高等学校、桜美林大学卒業後、1989年4月東海テレビにアナウンサーとして入社。同社所属時には情報番組を中心に出演していた。2006年4月から報道部記者となり、2007年2月末に東海テレビを退社した。
退社翌月に個人事務所「稲葉寿美エンタープライズ（現・INANAエンタープライズ）」を立ち上げた。2018年現在では事務所代表としての活動の他、フリーアナウンサーや日本ソムリエ協会認定のワインエキスパートとしての活動も行っている。
夫はプロゴルファーの杉山直也。また、元フジテレビアナウンサーの田代尚子とは系列の同期で、さらに生年月日も一緒にあたる。

## 現在の担当番組など
稲葉寿美のVintage Life Stories(FM AICHI)

## 過去の担当番組

### 東海テレビ時代
- FNN東海テレビスーパーニュース（土曜）
- 名古屋ニューアングル（スタジオ&ナレーション）
- ぴーかんテレビ 元気がいいね!
- ドラゴンズHOTスタジオ
- ドラゴンズTODAY
- ドリーム競馬（中京競馬開催時）

### フリー転身後
- NEXT 革命への挑戦者たち（テレビ愛知）
- 松井誠と井田國彦の名古屋見世舞（テレビ愛知）
- とってもワクドキ!（三重テレビ）
- Blilla.TV（BSジャパン）
- 中部電力テレビCM
- 源石和輝 モルゲン!! （東海ラジオ:2012年4月～）

## 著書
- 気づいたら「いつも選ばれる人」の会話ルール55（2011年10月、すばる舎リンケージ）